# Raorchestes crustai
Raorchestes crustai es una especie de anfibio anuro de la familia Rhacophoridae.

## Distribución geográfica
Esta especie es endémica de Kerala en la India. Habita a unos 600 m sobre el nivel del mar en el distrito de Thiruvananthapuram en Ghats occidentales.

## Descripción
El holotipo de Raorchestes crustai, de un macho adulto, mide 25 mm. Su dorso es de color marrón grisáceo con una marca en forma de V invertida entre el cuello y las extremidades anteriores. La parte inferior de su cabeza es de color marrón con pequeñas manchas. Su garganta es de color naranja claro, su pecho pardusco con pequeñas manchas y área abdominal de color naranja oscuro.

## Etimología
El nombre de la especie, del latín crusta, significa "corteza", y se le dio en referencia al dosel arbóreo donde vive esta especie.

## Publicación original
- Zachariah, Dinesh, Kunhikrishnan, Das, Raju, Radhakrishnan, Palot &, Kalesh, 2011: Nine new species of frogs of the genus Raorchestes (Amphibia: Anura: Rhacophoridae) from southern Western Ghats, India. Biosystematica, vol. 5, p. 25-48[4]